# 宇賀田為吉
宇賀田 為吉（うがた ためきち、1897年3月25日 - 1999年2月28日）は、日本の医師、たばこ研究家、江戸版本蒐集家。

## 略歴
埼玉県加須市出身。東京帝国大学医学部卒、1928年「パラメチウム発育の生化学的研究」で医学博士。沖電気工業診療所長。大槻玄沢『蔫録(えんろく)』の調査研究が終生のテーマで、室号を「蔫々堂文庫」と称した。江戸時代の版本の蒐集家でもあり、そのコレクションは、たばこと塩の博物館に寄贈されている。101歳で死去。

## 著書
- 『医学煙草考』隆章閣 1934
- 『煙草と健康』羽田書店(生活科學新書 1943
- 『タバコの歴史』1973 岩波新書
- 『煙草文献総覧 和書之部 前篇』たばこ総合研究センター 1977
- 『煙草文献総覧 和書之部 後篇 1 (明治時代・大正時代)』たばこ総合研究センター 1978
- 『煙草文献総覧 和書之部 後篇 2 (昭和時代 1(昭和20年終戦まで))』たばこ総合研究センター 1979
- 『煙草文献総覧 和書之部 後篇 3 (続・昭和時代 2(終戦から昭和40年まで))』たばこ総合研究センター 1979
- 『煙草文献総覧 和書之部 後篇 4 (昭和時代 3(昭和41年から50年まで))』たばこ総合研究センター 1980
- 『煙草文献総覧 和書之部 別録 1 (新聞・雑誌類(定期刊行物))』たばこ総合研究センター 1980
- 『煙草文化誌 『蔫録』研究ならびに訳註』東峰書房 1981
- 『煙草文献総覧 漢書之部』たばこ総合研究センター 1981
- 『煙草文献総覧 和書之部 別録 2 (地方誌に収録された煙草資料)』たばこ総合研究センター 1981
- 『煙草文献総覧 洋書之部』たばこ総合研究センター 1982
- 『世界喫煙史』専売弘済会 1984

### 翻訳
- コルテイ『煙草』隆章閣 1934